# 1630
Évszázadok: 16. század – 17. század – 18. század
Évtizedek: 1580-as évek – 1590-es évek – 1600-as évek – 1610-es évek – 1620-as évek – 1630-as évek – 1640-es évek – 1650-es évek – 1660-as évek – 1670-es évek – 1680-as évek
Évek: 1625 – 1626 – 1627 – 1628 –  1629 – 1630 – 1631 – 1632 – 1633 – 1634 – 1635

## Események
- január 25. – A gyulafehérvári országgyűlés megerősíti a „három nemzet” – a magyar, a székely és a szász – unióját.[1]
- május 1–24. – Országgyűlés Pozsonyban.
- június 18–19. – A helvét hitvallásúak egyházi gyűlése Pápán.
- július 4. – II. Gusztáv Adolf svéd király serege partra száll az Odera torkolatában fekvő Usedom szigetén.[2]
- szeptember 9. – A hajdúk Tokaj mellett szétverik a királyi hadakat.[1]
- szeptember 21. – A kolozsvári országgyűlés lemondatja Brandenburgi Katalin fejedelemasszonyt.[1]
- szeptember 28. – A kolozsvári országgyűlés fejedelemmé választja Bethlen Istvánt, Bethlen Gábor öccsét.[1]
- október 25. – Dávid Pál korábbi váci püspök tölti be a veszprémi püspöki széket.[3]
- december 1. – A segesvári országgyűlés I. Rákóczi Györgyöt erdélyi fejedelemmé választja.[4]

## Születések
- november 10. – Martin Albrich magyar evangélikus lelkész († 1694)
- december 28. – Ludolf Bakhuizen holland festő († 1708)

Bizonytalan dátum:
- Bánffy Dénes báró, erdélyi főúr (1630 körül született) († 1674)

## Halálozások
- november 15. – Johannes Kepler német csillagász, matematikus (* 1571)
- november 19. – Johann Hermann Schein, német zeneszerző (* 1586)